# 山田洋行

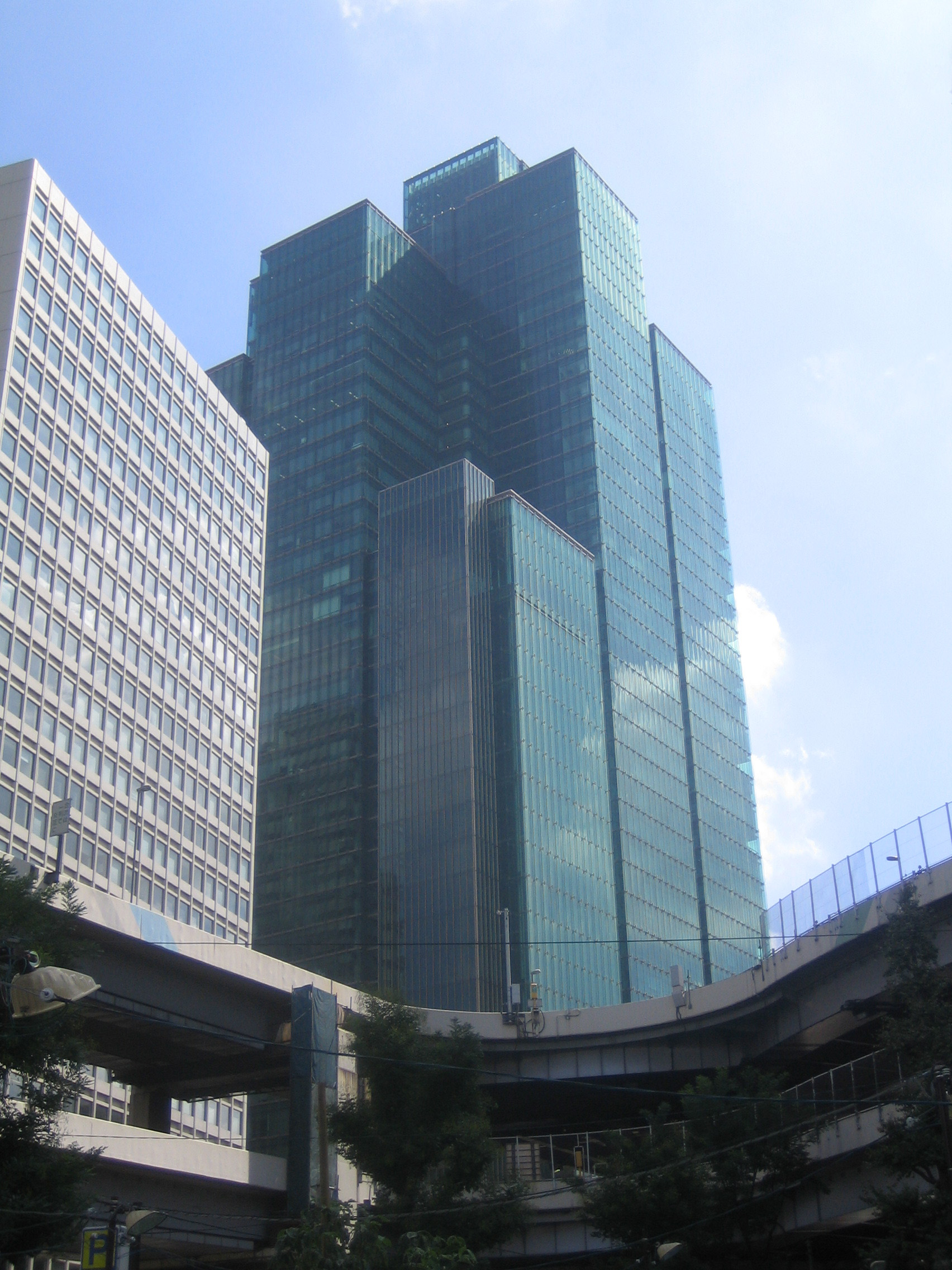
山田洋行が入居していた泉ガーデンタワー。

株式会社山田洋行（やまだようこう）は、かつて存在した日本の軍需専門商社。1969年（昭和44年）3月5日設立。“洋行”の名は貿易商社であることに因む。2007年に軍事利権を巡る汚職事件（山田洋行事件）が発覚し、最終的に2011年に解散した。

## 概説
防衛・軍需を専門とする商社。戦術地対地ミサイル「ATACMS（ロッキード・マーティン社）」など様々な海外製品の販売代理店であり、社団法人日米平和・文化交流協会専務理事・秋山直紀が事務局長を務めていた安全保障議員協議会 の展示会などにて出展 を行っていた。その他防衛関連などの取扱製品があった。
子会社に米国 ヤマダインターナショナルコーポレーション と欧州ヤマダインターナショナルコーポレーション、関連会社に、株式会社 シーケービー（工作機械の輸出入・販売）、株式会社 日本ユ・アイ・シ（航空宇宙防衛機器・支援機器および部品の輸入販売）、株式会社ワイケイジャパン（ゴルフ場経営）があった。「ワイ・ケイ」は山田地建グループの山田代表と東京相和銀行出身の小池の頭文字を取ったもの。
2007年7月には航空自衛隊のC-X次期輸送機のエンジン調達に関する契約をGE社に打ち切られ、約1,000億円の契約を逃したとの内容が朝日新聞やフジテレビ等のマスコミに報じられた。
2007年10月には、山田洋行およびその関連会社による政治団体や官僚への接待疑惑と、関連企業を含めた組織的な裏金作りがあったことが大きく報道された。
2008年6月16日、全社員に対し同年8月末をもって解雇する通達を行った。2011年9月に解散。

## 実績/取扱品目

### 防衛
- 早期警戒機E-2C「Hawkeye 2000」能力向上改修プログラム（ノースロップ・グラマン社製）（代理権は2007年に住商エアロシステムに移行）
- 航空機用エンジン「F110-GE-129」（F-2に搭載）（2007年に製造業者のGE社より取引停止）
- 航空機用エンジン「CF6-80C2」（ボーイング747-400（日本国政府専用機）、E-767、C-Xに搭載）（代理権は2007年に双日に移行）
- 船用ガスタービンエンジン「LM2500」（こんごう型護衛艦、むらさめ型護衛艦、たかなみ型護衛艦、ひゅうが型護衛艦に搭載）（2007年に製造業者のGE社より取引停止）
- 輸送用エアクッション艇「LCAC」（おおすみ型輸送艦に搭載）（代理権は双日に移行、時期は不明。）
- 30/40mm艦船搭載機関砲システム「Mk46」
- 機上磁気探知装置「MAD」
- 多用途戦術地対地ミサイル「ATACMS」クラスター爆弾弾頭および貫通弾頭型（代理権は2007年に丸紅エアロスペースに移行）
- ミサイル警報装置「MAWS」
- 射撃訓練用シミュレーター
- ソフトウェア無線機
- UAV, UUVプラットフォーム「M80スティレット」(M80 Stiletto - M80 Stiletto)[4]
- iRobot社製「PackBot」未来戦闘システム（危機管理産業展2007レポートより - ウェイバックマシン（2008年12月31日アーカイブ分））

### NBC対策
- 携帯型放射性物質分析器「GR-135」
- 生物剤捕集器「BioCapture 650」
- 生物化学兵器除染剤「EasyDECON」
- 専用泡発生装置「EasyCAFS」
- NBC偵察車輌及びシステム
- NBC対応高規格防護服システム

### 宇宙・衛星
国際宇宙ステーション、宇宙ステーション補給機、かぐやなどの各部機材

### エアライン用航空機部品
- 民間航空機用照光スイッチパネル

## 山田地建グループ
山田地建グループは、山田洋行など20数社からなるコングロマリットであり、多くのゴルフ場経営を手掛ける。山田正志は整理回収機構との弁済処理後に山田洋行の会長職を退任し、現在は山田地建グループ相談役を務める。山田正志は西川善文（三井住友銀行元頭取、日本郵政元社長）と30年以上交際する仲であり、1985年に西川が住友銀行丸の内支店長になると親密度は更に増し、山田不良債権案件は「丸の内支店長案件」として住友銀行内部で特別な扱いを受けていた。
それ以降、山田地建グループは安宅産業の処理で水産部門を購入するなどし、イトマン事件の処理でも山田正志は西川の裏で暗躍したとされる。TK青山ビル（東京・南青山）は600億円もの資金を投じられたが不良債権となり、イトマン破綻の一因ともなった。結局、2003年に不良債権が受け皿会社に移され、土地・建物を収益物件に仕立て上げる手法で外資系ファンドに売却されたのだが、地上げの仕上げに関わったのが山田地建グループの関連会社、山田キャピタルとされる。
バブル崩壊でかつての後ろ盾、東京相和銀行の長田庄一が追い詰められていく中で、山田正志は西川善文と行動するようになり「銀行のダミー役」を果たすことで延命を図った。他にも旧平和相互銀行の「負の遺産」である渋谷のスポーツクラブや新橋の土地など旧住銀絡みの怪しい履歴に終止符を打つべく乗り込むのは山田グループ、事業化までの面倒を見るのが現三井住友銀行という構図となっていた。
官僚への接待は、山田地建グループが所有するゴルフ場で、埼玉県寄居町や千葉県いすみ市において行われた。

## 内紛と分裂
山田グループの不動産部門の中核である弥生不動産が抱えた113億円の不良債権処理の過程において、山田正志オーナーは山田洋行売却先検討を始め、この計画について当時山田洋行の運営を行っていた宮崎（当時代表取締役）や同社従業員に通知を行わなかった。第三者よりこの情報を得た宮崎は不動産業の存続を山田洋行の経営に優先する山田一族に不信感を抱くことになる。
宮崎は山田オーナーにMBO（経営陣による自社買収）を申し入れるが、オーナー側の反発により不調に終わる。このことをきっかけに宮崎元信は山田洋行の代表取締役を2006年6月に辞職、その後日本ミライズを設立する。
結局、不動産市況の好転というツキもあり、山田オーナーは山田洋行を処分する必要は無くなった。しかし、平成18年度には整理回収機構への弁済に充てるため、株主配当の形で山田洋行から強引に31億円もの資金を引き出したことや、先述の売却計画に対し不信感を抱いた従業員数十人は次々と退社し、更にその大半は宮崎の後を追うように日本ミライズに合流している。
新たに山田洋行の代表取締役社長となった米津佳彦は2006年10月、日本ミライズと宮崎を含む13名の役員・従業員を相手取り営業妨害を理由に10億円の損害賠償請求訴訟を東京地方裁判所に提訴した（山田洋行事件）。山田洋行VS日本ミライズの内紛に関しては『「憂国」と「腐敗」　日米防衛利権の構造』(第三書館)野田峯雄、田中稔共著に詳しくリポートされている。

## 業界の反応
守屋による倫理規定違反が判明した後、GE・アビエーション社はこの違反に関与が深いとされる山田洋行と日本ミライズの2社との全業務を一時停止し再開は未定としている。2007年12月3日付けにてGE・アビエーション社は山田洋行との代理店契約を打ち切る趣旨の書簡を送付、代理店契約を打ち切る。
ノースロップ・グラマンが山田洋行との取引を打ち切り、E-2Cの代理店権を破棄、代りに住友商事と契約を行ったことが2007年11月9日に明らかになる。
他にもロッキード・マーティンなど多数のメーカーが山田洋行との代理店関係を解消している。
また、防衛省は山田洋行を取引停止処分としている。
Argo-tech International社は山田洋行と米国子会社を相手取り、「汚職事件に関与し、契約の倫理規定に違反した」として、契約解除の確認と損害賠償などを求める訴訟を米オハイオ州の連邦地裁に起こしている。
これに対し、山田洋行は「契約破棄は違法」とカリフォルニア州の連邦地裁にArgo-tech International社を逆提訴している。

## 所在地

### 山田洋行
- 本社：東京都港区芝公園1-3-1 留園ビル
- 大阪支店：大阪市西区土佐堀1-3-7 肥後橋シミズビル
- 名古屋支店：名古屋市中村区那古野1-47-1 名古屋国際センタービル

### 米国ヤマダインターナショナルコーポレーション
- ニューヨーク支店：444 Madison Avenue, 36th Floor, New York, NY 10022 U.S.A.
- ロサンゼルス支店：970 West 190th Street, Suite 810, Torrance, CA 90502 U.S.A.
- イスラエル テルアビブ支店：48-A Menachem Begin Road, Tel-Aviv 66184, Israel[9]

### 欧州ヤマダインターナショナルコーポレーション
- フランクフルト本社：Goethestrasse 23, 60313 Frankfurt am Main, Germany

## 役員
- 取締役 - 大津勇、福本敏夫、成元善一
- 監査役 - 藤田哲三、村松栄治
- 代表執行役員 - 米津佳彦
- 上席執行役員 - 木村治、丸山裕一
- 執行役員 - 田仲武史、野村裕幸、渡邊浩、守山晋[10]

## 沿革
- 1936年（昭和11年）5月 - 株式会社山田洋行 横浜にて創業
- 1969年（昭和44年）3月 - 株式会社山田洋行 設立
- 1970年（昭和45年）10月 - 名古屋支店開設（三菱重工業拠点）
- 1972年（昭和47年）10月 - 米国ヤマダインターナショナルコーポレーション・ロサンゼルス本社設立
- 1980年（昭和55年）4月 - 大阪支店開設
- 1981年（昭和56年）12月 - 米国ヤマダインターナショナルコーポレーション・ニューヨーク支店開設
- 1987年（昭和62年）2月 - 岐阜営業所開設（川崎重工業拠点）
- 1994年（平成2年）4月 - 米国ヤマダインターナショナルコーポレーション・ワシントンオフィス開設
- 1996年（平成8年）5月 - 英国ヤマダインターナショナルコーポレーション・ロンドンオフィス開設→後に撤退している模様
- 1997年（平成9年）6月 - 米国ヤマダインターナショナルコーポレーション・GEオフィス開設
- 2001年（平成13年）4月 - 独国ヤマダインターナショナルコーポレーション・フランクフルトオフィス開設
- 2002年（平成14年）2月 - 欧州ヤマダインターナショナル設立、本社フランクフルト
- 2002年（平成14年）4月 - 日本エフ・セキュアにアンチウイルスソフト「F-Secure」製品の業務を全面的に移管、これと同時にソフトウェアビジネスから撤退
- 2003年（平成15年）4月 - 米国ヤマダインターナショナルコーポレーション本社をワシントンD.C.に移転
- 2004年（平成16年）3月 - 米国ヤマダインターナショナルコーポレーション・シンシナティオフィス開設
- 2004年（平成16年）6月 - 株式会社日本ユ・アイ・シの全株式を取得
- 2007年（平成19年）10月 - 山田洋行事件が発覚
- 2011年（平成23年）9月 - 解散
- 開設時期不明　イスラエル テルアビブ支店

## 主要取引先

### 企業系（62）
- 株式会社IHI
- 株式会社アイ・エイチ・アイ・エアロスペース
- 株式会社アイ・エイチ・アイ マリンユナイテッド
- アイシン・エィ・ダブリュ株式会社
- 朝日航洋株式会社
- アンリツ株式会社
- NEC東芝スペースシステム株式会社
- 沖電気工業株式会社
- 海洋電子工業株式会社
- カヤバ工業株式会社
- 川崎重工業株式会社
- 株式会社川崎造船
- 関東航空計器株式会社
- 株式会社京三製作所
- 株式会社神戸製鋼所
- 株式会社小松製作所
- GE横河メディカルシステム株式会社
- ジェイ・アール・シー特機株式会社
- 島田理化工業株式会社
- 株式会社島津製作所
- 神鋼電機株式会社
- 新日本無線株式会社
- 新明和工業株式会社
- 住友重機械工業株式会社
- 住友精密工業株式会社
- 全日本空輸株式会社
- 綜合警備保障株式会社
- ダイキン工業株式会社
- 多摩川精機株式会社
- 東京航空計器株式会社
- 株式会社東芝
- 東通電子株式会社

- 東洋無線システム株式会社
- 株式会社トキメック
- 長野日本無線株式会社
- ナブテスコ株式会社
- 日本アビオニクス株式会社
- 日本工機株式会社
- 日本航空株式会社
- 日本航空電子工業株式会社
- 株式会社日本製鋼所
- 日本電気株式会社
- 日本飛行機株式会社
- 日本無線株式会社
- 日本油脂株式会社
- 株式会社日立国際電気
- 株式会社日立製作所
- 株式会社不二越
- 富士重工業株式会社
- 富士通株式会社
- 株式会社デンソーテン
- 古野電気株式会社
- 本田技研工業株式会社
- 三井造船株式会社
- 三菱重工業株式会社
- 三菱電機株式会社
- 三菱電機特機システム株式会社
- 三菱プレシジョン株式会社
- 有人宇宙システム株式会社
- ユニバーサル造船株式会社
- 横河電機株式会社
- 横河電子機器株式会社
- 横浜ゴム株式会社

### 政府系（8）
- 独立行政法人 宇宙航空研究開発機構
- 総務省
  - 消防庁
- 国土交通省
  - 海上保安庁
  - 気象庁
  - 航空局

- 警察庁
- 警視庁
- 防衛省

## 映画界への参入
1988年には中篇ドキュメンタリー『トップ・ファイター』を第一作に山田洋行ライトヴィジョンを立ち上げ、映画界にも参入。黒木和雄監督『TOMORROW 明日』（88年）、北野武監督『その男、凶暴につき』（89年）、市川準監督『つぐみ』（90年）、馬場康夫監督『波の数だけ抱きしめて』（91年）、深作欣二監督『いつかギラギラする日』（92年）等90年代初頭を代表する日本映画の作品群を殆どといっていい程手掛けていたが、現在は消滅。
とりわけ初期作品とは縁深かった北野監督ことビートたけしは、山田洋行を巡る事件を受けて客員編集長を務める2007年11月27日付け東京スポーツ紙上にてライトヴィジョンの末路を振り返り、「ある時、（ライトヴィジョンが）未払いで逃げちゃったんだぜ。それで、オイラの事務所に問い合わせが来ちゃったりして、大変だったんだ。どっかの週刊誌に『山田洋行とたけしの関係』って書かれてたけど、冗談じゃねえっていうの。オイラは被害者なんだっていうの」と嘆いてみせた。